# Durcsek András
Durcsek András, Ondřej Ďurček (Jolsva, 1816. augusztus 29. – Nagyszombat, 1876. július 17.) katolikus pap.

## Élete
evangélikus családból származott, és előbb evangélikus lelkész volt Dunaszerdahelyen; utóbb a katolikus hitre tért át és 1848. június 21.-én fölszenteltetett; azután Morvaszentjánoson az anabaptisták adminisztrátora, majd oszuszkói (Nyitra megye) plébános lett.

## Művei
- Witezící nad Swetem Cirkew Kristowa… Pozsony, 1854. (Krisztus szentegyháza fölötti diadalmaskodás.)
- Osemnast stroričnia Pamiatka mučedlnictva Swatého Petra apostola w potahu na blahodnarné učinkowania Rimských Papežow na clowečenstwo… Uo. 1867. (Szent Péter apostolnak 18 százados emléke s a pápák működése az emberiségre nézve.)
- Dubročiný wplyp Rímskych Pápezow na Uhersko dejespisne potwrdený… Uo. 1868.
- Swäte Druhotiny kňazske najsvätej šieho otca Piusa IX. Rimskeho Pápeža dňa 11-ho Aprila roku 1869. Slávené. Nagyszombat, 1869. (Elmélkedések IX. Pius pápáról.)
- Spev najdostojnejšiemu a Velkomožnemu panu Jozefovu Boltizarovi Jeho swätosti Rimskeho papeža Piusa IX. tajnému kaplanovi… Uo. 1875. (Ének IX. Pius pápa tiszteletére.)
- Svatosť Pokania zo stanoviska Luthera a Sw. Rimskokatolickej cirkwe… Uo. 1876. (Ünnepek a lutheranus és kath. egyházak szempontjából.)
- Pieseň Slawnosti zlateho biskupského jubileum, ktoré nejswätejssi otec Pius IX. Papez dna 3. jun. 1877. slavil… Pozsony, 1877. (IX. Pius pápa arany miséjét illető irat.)

Egy cikket írt a Religio és Nevelésbe (1847. I. 2. sz. A protestantismus jelen állapota.)